# Malekan
Malekan (farsi ملکان) è il capoluogo dello shahrestān di Malekan nell'Azarbaijan orientale.